# Saint-Denis-la-Chevasse
Saint-Denis-la-Chevasse is een gemeente in het Franse departement Vendée (regio Pays de la Loire) en telt 1665 inwoners (1999). De plaats maakt deel uit van het arrondissement La Roche-sur-Yon.

## Geografie
De oppervlakte van Saint-Denis-la-Chevasse bedraagt 39,6 km², de bevolkingsdichtheid is 42,0 inwoners per km².
De onderstaande kaart toont de ligging van Saint-Denis-la-Chevasse met de belangrijkste infrastructuur en aangrenzende gemeenten.

## Demografie
Onderstaande figuur toont het verloop van het inwonertal (bron: INSEE-tellingen).

1. ↑  Populations de référence 2022.